# Jennifer Maccarone
Jennifer Maccarone, née en 1970 à Montréal, est une entrepreneure et femme politique québécoise.
Elle est élue députée de la circonscription de Westmount–Saint-Louis à l'Assemblée nationale du Québec sous la bannière du Parti libéral du Québec lors des élections générales du 1er octobre 2018.

## Biographie
Née en 1970 à Montréal, Jennifer Maccarone est mère de deux enfants autistes, s'implique comme parent bénévole à l'école de ses enfants ainsi que dans divers comités de parents de sa commission scolaire. De 2009 à 2014, elle est présidente du comité de parents à la Commission scolaire Sir-Wilfrid-Laurier ainsi que présidente du conseil d'établissement de l'école primaire John F. Kennedy.
Résidente de Laval, elle est élue le 2 novembre 2014, présidente de la Commission scolaire Sir-Wilfrid-Laurier en obtenant les deux tiers des votes. Son équipe, ÉducACTION, fait élire également trois des quatre candidats dans les circonscriptions lavalloises.
Le 17 octobre 2015, elle est élue présidente de l'Association des commissions scolaires anglophones du Québec (ACSAQ), lors de l'Assemblée générale annuelle de celle-ci tenue à Sherbrooke.
Ayant habité dans la circonscription de Westmount–Saint-Louis pendant sept ans, elle est choisie, au mois d'août 2018, par les militants libéraux de cette circonscription, bien qu'elle soit non-résidente, comme candidate du Parti libéral du Québec aux élections générales du 1er octobre 2018. Elle remporte l'élection dans sa circonscription et devient députée à l'Assemblée nationale du Québec. Elle est réélue en 2022.

## Résultats électoraux
|                                                                                             | Nom                           | Parti                    | Nombre de voix | %      | Maj.  |
| ------------------------------------------------------------------------------------------- | ----------------------------- | ------------------------ | -------------- | ------ | ----- |
|                                                                                             | Jennifer Maccarone (sortante) | Libéral                  | 10 576         | 50,5 % | 7 889 |
|                                                                                             | David Touchette               | Québec solidaire         | 2 687          | 12,8 % | -     |
|                                                                                             | Maria-Luisa Torres-Piaggio    | Coalition avenir         | 2 112          | 10,1 % | -     |
|                                                                                             | Katya Rossokhata              | Conservateur             | 1 930          | 9,2 %  | -     |
|                                                                                             | Florence Racicot              | Parti québécois          | 1 267          | 6 %    | -     |
|                                                                                             | Colin Standish                | Parti canadien du Québec | 1 029          | 4,9 %  | -     |
|                                                                                             | Heidi Small                   | Bloc Montréal            | 735            | 3,5 %  | -     |
|                                                                                             | Sam Kuhn                      | Vert                     | 616            | 2,9 %  | -     |
| Total                                                                                       | Total                         | Total                    | 20 952         | 100 %  |       |
| Le taux de participation lors de l'élection était de 45 % et 155 bulletins ont été rejetés. |                               |                          |                |        |       |

|                                                                                               | Nom                    | Parti            | Nombre de voix | %      | Maj.   |
| --------------------------------------------------------------------------------------------- | ---------------------- | ---------------- | -------------- | ------ | ------ |
|                                                                                               | Jennifer Maccarone     | Libéral          | 14 547         | 66,7 % | 12 311 |
|                                                                                               | Ekaterina Piskunova    | Québec solidaire | 2 236          | 10,3 % | -      |
|                                                                                               | Michelle Morin         | Coalition avenir | 2 110          | 9,7 %  | -      |
|                                                                                               | J. Marion Benoit       | Parti québécois  | 1 105          | 5,1 %  | -      |
|                                                                                               | Samuel Dajakran Kuhn   | Vert             | 730            | 3,3 %  | -      |
|                                                                                               | Nicholas Peter Lawson  | NPD Québec       | 598            | 2,7 %  | -      |
|                                                                                               | Mikey Colangelo Lauzon | Conservateur     | 479            | 2,2 %  | -      |
| Total                                                                                         | Total                  | Total            | 21 805         | 100 %  |        |
| Le taux de participation lors de l'élection était de 48,5 % et 178 bulletins ont été rejetés. |                        |                  |                |        |        |